# 孙烈臣公馆旧址
孙烈臣公馆为奉系军阀高级将领，原黑龙江省督军、吉林省督军孙烈臣在沈阳的官邸，其旧址位于辽宁省沈阳市大东区大北关街36-1号。目前，孙烈臣公馆旧址被列为辽宁省文物保护单位进行保护。

## 历史沿革
中华人民共和国成立后，孙烈臣公馆一直被用作辽宁省领导干部的住宅。文化大革命结束后，公馆旧址被占用为辽宁省直属机关办公室。目前，孙烈臣公馆大楼被沈阳市大东区政协用作办公用房。2008年10月27日，孙烈臣公馆旧址被列为第三批沈阳市文物保护单位。2014年10月17日，公馆旧址被列为第九批辽宁省文物保护单位。

## 建筑
孙烈臣公馆为典型的中式四合院建筑，也是沈阳城保存完整的传统四合院之一。2003年9月间，沈阳市在城市建设时，对孙烈臣公馆进行了彻底修缮。公馆正门后设立了按历史原貌复建的镂空雕花屏风。院落内所有房间的门窗、红柱翘檐式回廊、门斗通道等，都进行了修缮油饰。公馆地面也按照该原貌重新铺设了青砖。二进院落恢复了假山。